# Xã Greenfield, Quận Poinsett, Arkansas
Xã Greenfield (tiếng Anh: Greenfield Township) là một xã thuộc quận Poinsett, tiểu bang Arkansas, Hoa Kỳ. Năm 2010, dân số của xã này là 1.180 người.